# Monnow
Monnow (anglicky River Monnow, velšsky Afon Mynwy) je 42 kilometrů dlouhá říčka ve Spojeném království, která protéká jihozápadem anglického hrabství Herefordshire a východem vešského hrabství Monmouthshire, kde se vlévá v Monmouthu do řeky Wye (ta se posléze v Chepstowu vlévá do Severnu). Velkou část svého krátkého toku vyznačuje Monnow hranici mezi Anglií a Walesem.
Z hlediska vodáctví je sjízdná i pro začátečníky, z hlediska rybaření nabízí možnosti lovu lososů a pstruhů.
Významnou historickou památkou na řece je jedinečný středověký kamenný most v Monmouthu.

## Jméno
Původnější je velšské jméno Mynwy s významem „bystrá voda“, kde wy je jedním z mnoha výrazů pro vodu a myn znamená bystrá.

## Průběh toku
Monnow pramení blízko Craswallu na kraji Black Mountains. Pak teče na jih a přibírá vodu ze svých přítoků Escley Brook a Olchon Brook nedaleko Clodocku a také vodu z Afon Honddu nedaleko Pandy. Pak teče krátce východním směrem než se obrací opět k jihu. V Monmouthu se stejně jako Trothy vlévá do řeky Wye. Ta pak dále teče do Severnu a ten do Bristolského zálivu.

## Ryby
Monmow byla kdysi známa pro své pstruhy obecné potoční, jejichž populace mezi Pontrilasem a Skenfrithem poskytovala rekordní úlovky. Během dvacátého století se ovšem počet ryb v řece výrazně snížil a to zejména po roce 1960, ale v posledních letech se trend obrátil a ryb opět přibývá. Dnes je tak Monmow opět jednou z nejlepších lokalit pro lov pstruhů v Anglii a Walesu. Navíc jsou zde loveni také lipani. Pro podporu říční populace byl nedávno v Monmouthu postaven rybí přechod, který umožňuje rybám překonat doposud nepřekonatelnou hráz. Nyní tedy mohou nad Monmouth doplout i lososi a pstruzi. Na podzim 2008 byli poprvé po mnoha letech spatřeni lososi v Kentchurchi. Na zlepšení stavu ryb má velký podíl Monnow Fisheries Association, která pracuje na zlepšování prostředí pro ryby a také povzbuzuje rybáře, aby část úlovku vraceli do vody.